# Ulstein X-ontwerpen

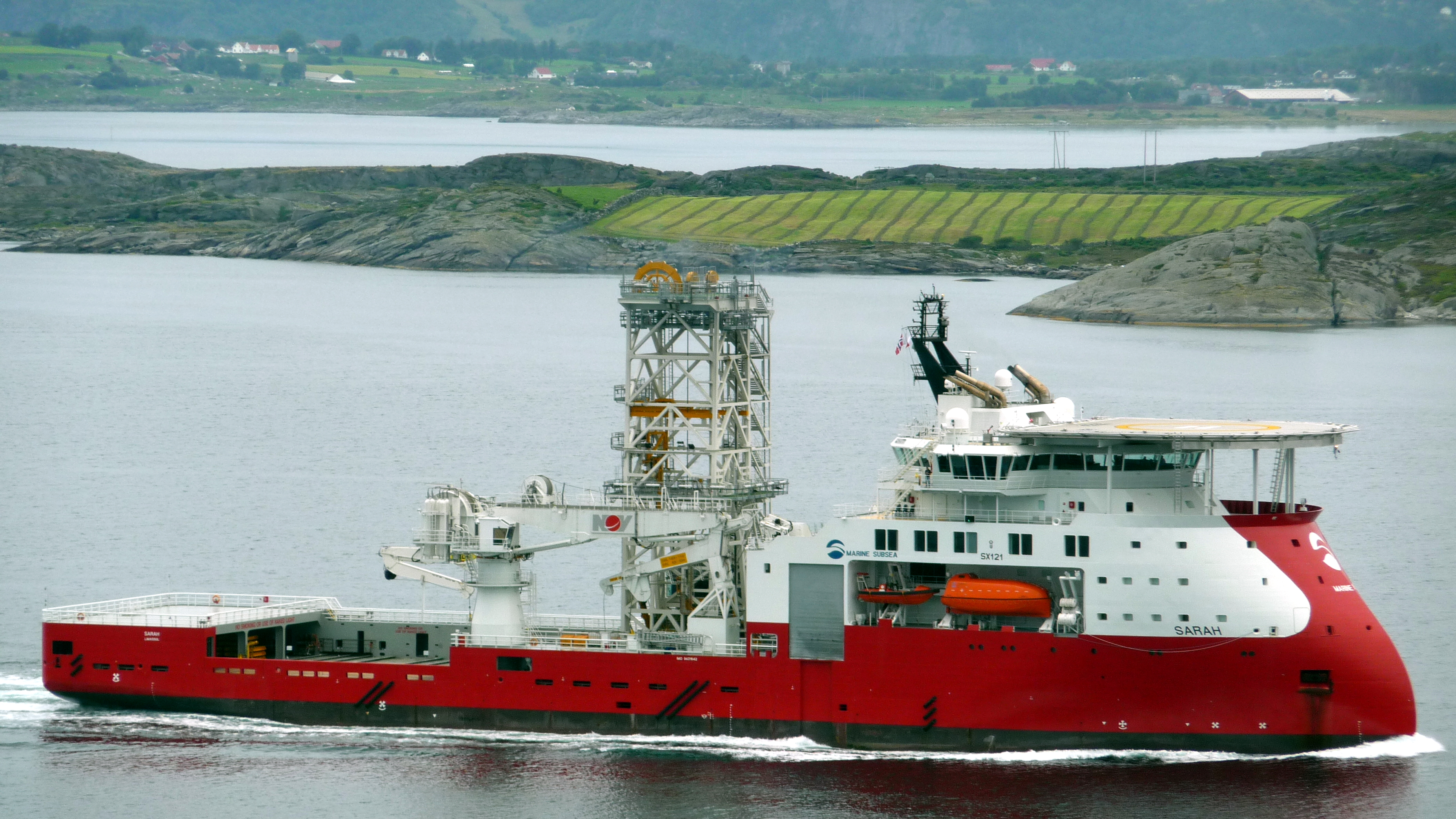
Sarah, schip voor de offshore olie- en gaswinningsindustrie, gebouwd met een X-Bow

De Ulstein X-ontwerpen (spreek uit: cross-ontwerpen) zijn ontwerpen van de Noorse maritieme onderneming Ulstein voor schepen met een omgekeerde steven. Deze ontwerpen wijken sterk af van die van conventionele schepen. Kenmerkend voor de X-ontwerpen is de naar voren spits toelopende en naar boven toe naar binnen wijkende steven. Waar de grootste lengte van een schip, de lengte over alles (Loa), bij conventionele schepen hoog boven de waterlijn ligt, ligt deze bij de X-ontwerpen net boven of zelfs onder de waterlijn, waardoor deze lengte veel dichter bij de lengte tussen de loodlijnen (Lll) ligt. De eerste X-ontwerpen werden gemaakt in 2005.
De werf Ulstein Verft AS heeft vanaf 2006 schepen gebouwd waarbij de X-Bow (geïnverteerde boeg) is toegepast. Het eerste schip met een Ulstein X-Bow dat van stapel liep, de Bourbon Orca, won nog in datzelfde jaar de prijs Ship of the Year van Skipsrevyen. Vanaf 2015 worden er voor het eerst ook schepen gebouwd met een X-Stern (geïnverteerde achtersteven). De X-Bow wordt ook in licentie toegepast door andere scheepsbouwers.
De bijlboeg beoogt hetzelfde te bereiken als de X-boeg.

## Geïnverteerde boeg

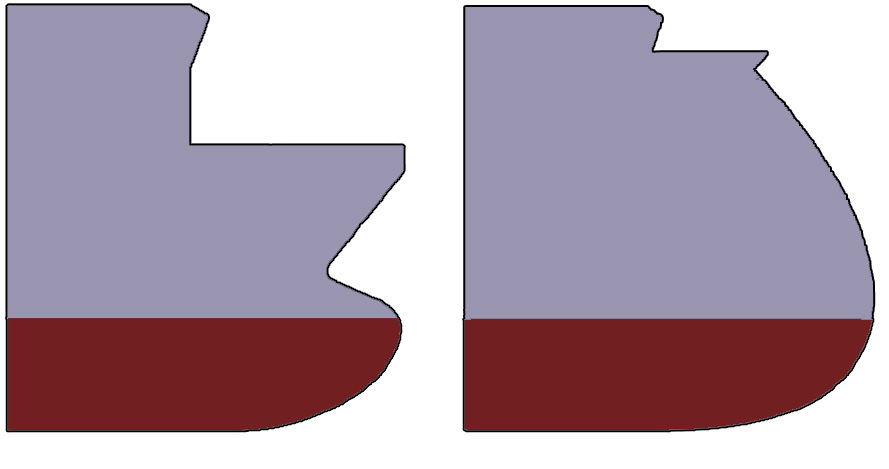
Verschil tussen de X-boeg en een bulbsteven.

Ulstein zocht naar een ontwerp met betere bewegingseigenschappen, vooral voor kleinere schepen in de offshore, zoals ankerbehandelingsschepen of duikondersteuningsschepen. Het betere zeegedrag moest daarbij uitmonden in een grotere efficiëntie en meer comfort voor de bemanning.

### Werking van het ontwerp

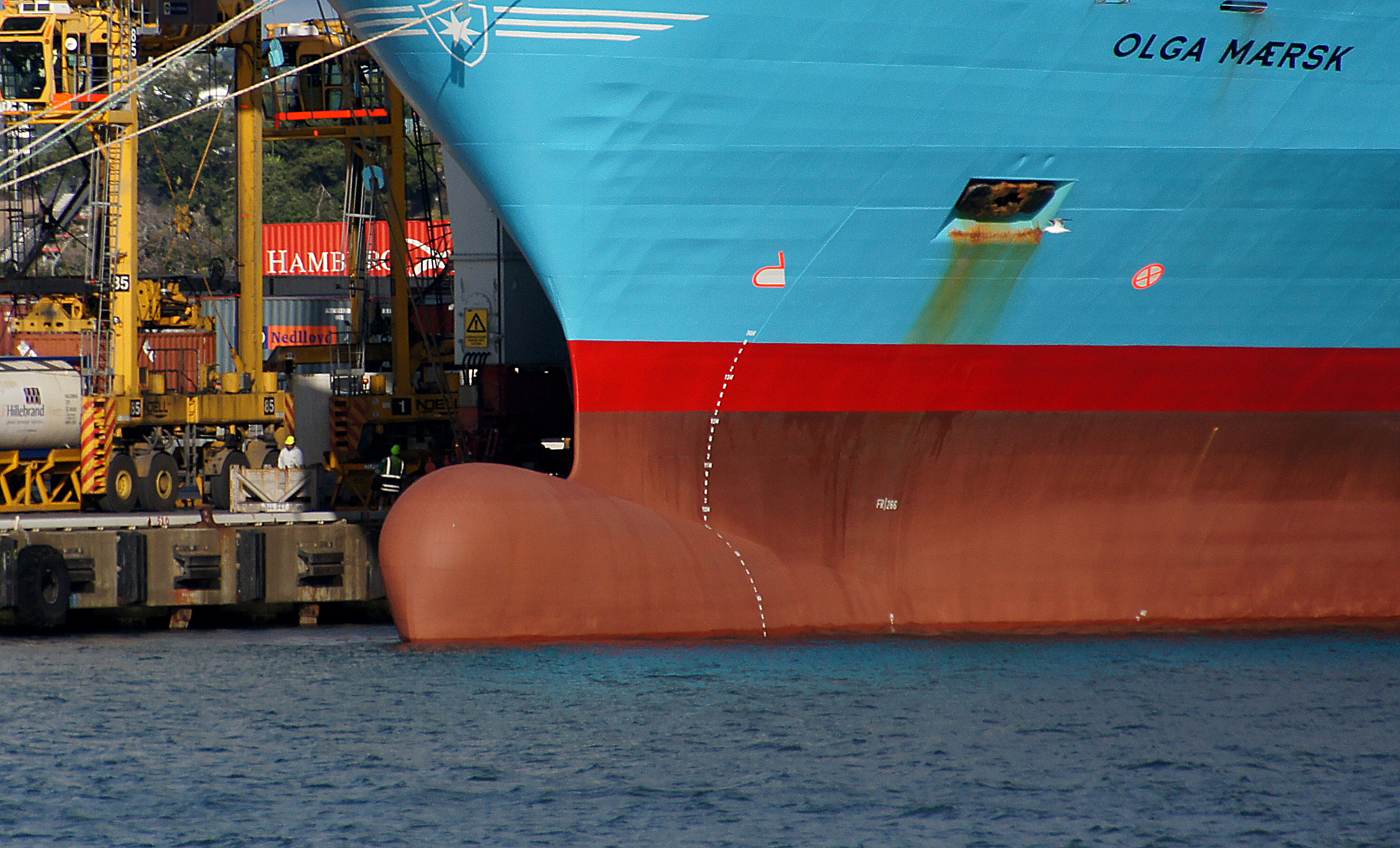
Bulbsteven met kromming naar achteren.

Het verschil tussen het meest gebruikte ontwerp, de bulbsteven, en de geïnverteerde boeg valt vrij snel op. Boven een bulbsteven loopt de boeg weer naar voren, ook wel zeeg genoemd. Bij de geïnverteerde boeg loopt de kromming juist verder naar achteren. Vooral in slecht weer gaan schepen stampen waarbij het voorschip in de golven duikt. Bij een conventioneel schip met uitwaaierende boeg resulteert dit in een sterke toename van het nat oppervlak en daarmee de scheepsweerstand. In zeer slecht weer kan het zelfs resulteren in wat wordt genoemd paaltjespikken, het slaan van de boeg op de golven.
Doordat er bij de X-boeg geen uitwaaierende boeg is, zal deze niet op de golven klappen tijdens het stampen. De stampbeweging zal groter zijn en langer duren, wat comfortabeler is voor de bemanning. Het maakt daarnaast ook grotere snelheden mogelijk bij zwaar weer.

### Voordelen van het design
- Meer energie-efficiëntie in golven
- Hogere snelheden met dezelfde capaciteit
- Hogere brandstofefficiëntie
- Minder gevoelig voor zware weersomstandigheden waardoor werkschema’s beter kunnen worden opgevolgd

Belangrijke elementen voor bemanning en veiligheid:
- Vermindering van het slaan van het schip
- Geen opspattend water
- Minder trillingen

### Bedenking
Doordat het ontwerp van recente datum is, is er nog weinig bekend over de eventuele nadelen van de X-ontwerpen.

## Geïnverteerd achterschip
Na de geïnverteerde boeg kwam Ulstein ook met een ontwerp voor een geïnverteerd achterschip. Dit kan tijdens slechte weersomstandigheden naar de golven toe worden gepositioneerd om bescherming van de bemanning, materiaal, en vracht aan dek te verzekeren.
Het ontwerp moet het schip minder afhankelijk maken van de weers- en zeeomstandigheden, waardoor het langer kan doorwerken en het werkschema kan opvolgen. Een bijkomend pluspunt is dat het de navigatie zal verbeteren.

### Configuraties

#### Het geïnverteerde achterschip als uitbreiding
Relatief kleine schepen kunnen met de X-stern grotere en flexibele schepen worden, die complexe operaties kunnen uitvoeren. De uitbreiding wordt namelijk niet meegerekend in de totale scheepslengte wat bijdraagt aan lagere operationele kosten. Dit betekent dat het bijbouwen van eindeloos verschillende types schepen niet langer nodig is. Wanneer de uitbreiding in kwestie occasioneel overbodig is, kan deze er probleemloos afgehaald worden voor later gebruik.

#### Dubbel geïnverteerde achterschip
Het ontwerp is zowel voor- als achteraan identiek. Dit scheepsontwerp kan worden ingezet bij allerhande opdrachten, zoals het onderhoud van windmolenparken of als platformbevoorradingsschip. De identieke ontwerpen voor- en achteraan het schip betekenen dat er niet overbodig dient gemanoeuvreerd te worden. Daarnaast is het mogelijk kranen te monteren op beide helften, hetgeen het werkcomfort verbetert.